# Клаймен, Риа
Риа Клайман (1904—1981) — канадская журналистка, которая путешествовала по СССР и вскоре обнародовала сведения о Голодоморе. Была выслана из СССР в 1932 году.

## Биография
Риа Клайман родилась в 1904 году в Польше в еврейской семье (при рождении имела фамилию Клейман). Через два года её родители вместе с ней эмигрировали в Торонто (в некоторых источниках приводится ошибочное утверждение, что она родилась в Торонто). В возрасте 4 лет она потеряла часть ноги в результате несчастного случая (на неё наехал трамвай), а годом позже её отец умер. С 11 лет работала на заводе.
В 1928 году, в возрасте 24 лет, она уехала в СССР, чтобы писать оттуда о советских реформах. Она писала для многочисленных газет, среди которых «Toronto Telegram» и «Daily Express». Некоторое время работала под руководством Уолтера Дюранти, который позже отрицал Голодомор.
В ходе своей работы, она посетила трудовые лагеря на крайнем севере, а также ездила на юг до Грузии на машине с двумя женщинами из Атланты. По дороге в Грузию они встретили голодающих украинских крестьян в Харькове. Когда женщины прибыли в Тифлис, столицу Грузии, её арестовали по обвинению в распространении ложных сведений о СССР и вскоре выслали.
В 1933—1938 г., несмотря на свое еврейское происхождение, она работала журналисткой в Германии. В 1938 г., когда репрессии против евреев усилились, она с группой других беженцев вылетела из Германии в Амстердам на самолёте, который упал, но она пережила падение. После этого она вернулась в Монреаль, и стала корреспондентом для Daily Express. В 1941 г. переехала в Нью-Йорк, где вела тихую жизнь и почти не публиковалась; интересным исключением является её статья 1967 г. для New York Times где она писала о вкладе американцев в советскую индустриализацию. Не выходила замуж и не имела детей, поэтому осталась малоизвестной для исследователей; интерес к её биографии вернулся в 2000-е годы благодаря исследованиям Ярса Балана.
В 2017 г. был выпущен DVD-фильм Hunger for Truth: The Rhea Clyman story.